# 自然步道
自然步道（Natural Trail）指的是一條植物相、動物相豐富、自然景觀優美，甚至擁有許多人文歷史或特殊地質等背景，這樣可同時兼具休閒、教育與保育功能的步道
一般國家公園均有設立自然步道，提供給到園參訪的遊客旅遊休憩。對於都市居民來說，到一般市區的郊山步道、農園古道、都會公園或校園生態步道，也都是做親近自然、體驗生態環境最簡便的方法。以台北市為例，除了陽明山國家公園規劃的十二條步道外，近郊有圓通寺、仙跡岩、芝山岩、軍艦岩、唭哩岸、天母古道等郊山步道；大安森林公園、關渡自然公園、中正紀念堂；或是台大校園等校園生態步道以上各類步道均可以稱作自然步道。

## 參照
- 步道
- 古道
- 校園生態步道
- 郊山步道

## 相關連結
- 中華民國自然步道協會 （页面存档备份，存于）